# المكتبة الأمريكية الجديدة
المكتبة الأمريكية الجديدة (المعروفة أيضًا باسم NAL ) هي دار نشر أمريكية مقرها في مدينة نيويورك ، تأسست عام 1948م. كان تركيزها الأولي هو إعادة طبع الكتب ذات الغلاف الورقي بأسعار معقولة من الأعمال الكلاسيكية والعلمية بالإضافة إلى الروايات الشعبية والأدبية ، ولكنها تنشر الآن العناوين التجارية والأغلفة القاسية. وهي حاليًا بصمة لـ بنغوين راندوم هاوس ؛ أُعلن في عام 2015م أن الشركة ستنشر العناوين الواقعية فقط.

## تاريخ

### القرن الـ20
بدأت المكتبة الأمريكية الجديدة (NAL) حياتها بأسم "بطريق الولايات المتحدة الأميريكية" وكجزء من "بطريق كتب إنكلترا" نظرًا لتعقيدات مراقبة الصرف ولوائح الاستيراد والتصدير، اتخذت "بطريق" قرارًا بإنهاء الجمعية، وتم تغيير اسم الشركة إلى المكتبة الأمريكية الجديدة للأدب العالمي في عام 1948  عندما انتهت أصول "بطريق كتب" (باستثناء علامتي بطريق والبجع التجاريتين) ) تم شراؤها بواسطة فيكتور ويبرايت وكورت إينوك (الرئيس السابق لكتب القطرس ).
شغل كورت إينوك منصب رئيس المكتبة الأمريكية الجديدة من عام 1947م إلى عام 1965م. شغل لاحقًا منصب رئيس قسم نشر الكتب في شركة تايمز ميرور (بمعنى مرآة الأوقات) ثم استقال من منصبه ليصبح نائب الرئيس عندما أصبح جون بي آر بودلونج رئيسًا للمكتبة الأمريكية الجديدة في عام 1965م.
لم تقتصر إنتاجات NAL على عمليات إعادة الطبع الناعمة. أثبتت الأعمال الأصلية للغموض والرومانسية والمغامرة أنها مربحة وشعبية. في عام 1963م، بدأت الشركة في نشر المنشورات الأصلية بتنسيق غلاف مقوى،  مثل سلسلة جيمس بوند "007" التي تحظى بشعبية كبيرة والتي كتبها إيان فلمنغ . نشرت NAL أيضًا إصدارات ورقية جديدة "عالية الجودة" للأعمال الكلاسيكية - على سبيل المثال، سلسلة شكسبير - والتي ضمت علماء ومحررين ومترجمين مشهورين. كانت العديد من هذه الإصدارات موجهة نحو قراء المدارس الثانوية والكليات. وتضمنت تلك الكتب الورقية موضوعات في العلوم الإنسانية والفنون والعلوم.
نشرت NAL أيضًا ما لا يقل عن مجلتين بارزتين في شكل كتاب: أولاً الكتابة العالمية الجديدة في الخمسينيات وأوائل الستينيات من القرن الماضي، و المراجعة الأمريكية الجديدة في أواخر الستينيات وأوائل السبعينيات (والتي انتقلت بعد ذلك إلى ناشرين آخرين باسم المراجعة الأمريكية).
تمتعت NAL بنجاح كبير: بحلول عام 1965م، باعت كتبها Mentor and Signet سنويًا أكثر من 50 مليون مجلد.عام 1956م، ذكرت NAL أن "أكثر من 3 ملايين نسخة" من طبعة Signet Books من "من هنا إلى الخلود" قد تم بيعها.
اشتهر عصر مكارثي في الخمسينيات من القرن الماضي بهجماته على الشيوعية والتأثيرات الشيوعية في الحياة الأمريكية، وكان هدف التحقيقات والمحاكمات الفيدرالية هو القضاء على هذا التهديد المتصور وإطفاء جميع العناصر الشيوعية. انخرطت NAL في محاكمات الرقابة عندما تم اعتبار بعض الكتب تحريضية وتم حظرها لاحقًا. طُلب من فيكتور ويبرايت الإدلاء بشهادته أمام لجنة مجلس النواب عام 1952م التي فحصت المواد الإباحية. وبدلاً من قبول القيود الحكومية، أيد ويبرايت سياسة الرقابة ذاتية التنظيم من جانب شركات النشر.
علق فيكتور ويبرايت بالتالي:
لقد أشرت مع بعض المبررات، ولكن بالتأكيد ليس كحجتي الأساسية، إلى أن قائمة المرشدين كانت ضرورية كجزء من شخصية وهيبة شركتنا ومعرضًا لا غنى عنه عندما تم نشر رواياتنا الأكثر جرأة - من تأليف فولكنر وفاريل وكالدويل -. لهجوم من قبل الرقابة.
تلقت مكتبة جامعة نيويورك أرشيف NAL كهدية من NAL في ربيع عام 1965م.

### عمليات الاستحواذ والاندماج
شهد NAL عدة تغييرات في الملكية بدءًا من الستينيات. في عام 1960 اشترت صحيفة تايمز ميرور في لوس أنجلوس شركة NAL؛  ومع ذلك، واصلت NAL العمل بشكل مستقل داخل شركة تايمز ميرور وظلت الإدارة دون تغيير. في عام 1983م، قام كل من شركاء أوديسي وإيرا جي هيشلر بشراء NAL  من شركة تايمز ميرور مقابل أكثر من 50 مليون دولار. في وقت البيع، كان لدى المكتبة الأمريكية الجديدة أكثر من مليار كتاب ورقي الغلاف مطبوعًا.
في عام 1985م، استحوذت المكتبة الأمريكية الجديدة على إي بي داتون، وهو ناشر تجاري مستقل بغلاف مقوى. خلال هذه الفترة كان هناك ضغط على الناشرين ذوي الغلاف الورقي لإضافة أقسام ذات غلاف مقوى. بدأت NAL في نشر الأغلفة الورقية في عام 1980م بنجاح متباين وقررت أن إي بي داتون سيمنحهم ميزة في هذا المجال.
في عام 1987م، تم إعادة دمج NAL في شركة "بطريق للنشر". تم شراء "بطريق" بواسطة شركة بيرسون في عام 1970م.

### القرن الـ21
في عام 2013، قامت شركة بيرسون بدمج شركة "بطريق" مع شركة راندوم هاوس المملوكة لشركة برتلسمان لتشكيل لشركة بنغون راندوم هاوس . تعد المكتبة الأمريكية الجديدة حاليًا جزءًا من مجموعة "بطريق" للنشر، حيث تعد بمثابة بصمة شقيقة لمجموعة مجموعة نشر بيركلي . في يونيو 2015م، أعلنت شركة "بطريق" أنه بدءًا من خريف عام 2016م، ستنشر بيركلي عناوين خيالية بينما ستنشر المكتبة الأمريكية الجديدة العناوين غير الخيالية فقط. وفقًا لرئيس مجموعة النشر Berkley/NAL ليزلي جيلبمان، فإن هذا "سيحدد خطي النشر ويشحذ هويات النشر الخاصة بهما".

## بصمات
وقد تضمنت بصمات الماضي والحاضر ما يلي:
- خط الطول (Meridian)
- كتب مينتور ، (معظمها) غير خيالية (تحت شعار "قراءة جيدة للملايين") [15][16]
- مينتور أوميغا ، ويضم فلاسفة كاثوليك
- مكتبة مينتور التنفيذية لرجال الأعمال
- مينتور- كتب فنية لليونسكو
- NAL تجارة
- بلوم
- الخاتم كتب [17][18][19]
- الخاتم الكلاسيكي ، إعادة طبع ذات غلاف ورقي للكلاسيكيات من جيوفاني بوكاتشيو إلى سنكلير لويس ، مصحوبة بمقدمات وفي طبعات أحدث، كلمات لاحقة.[20][21][22]
- الخاتم الروايات
- الخاتم علم
- الخاتم مفتاح ، للقراء الصغار الذين تتراوح أعمارهم بين 10 إلى 14 سنة.[23]
- الخاتم [24]

## المؤلفين البارزين
- إريك جيروم ديكي
- هارلان إليسون
- ويليام فوكنر
- جيمس جويس
- ستيفن كينغ
- آرثر كوستلر
- جون لانجي ( اسم مستعار لـمايكل كرايتون)
- سوسان مياسنير
- فلانيري أوكونور
- جورج أورويل[10]
- آين راند
- ميكي سبيلان